# 梁琛
梁 琛（りょう ちん、生没年不詳）は、五胡十六国時代前燕の人物。広平郡の出身。

## 生涯
元々は安国王を自称して野王に割拠する呂護の参軍であった。
361年8月、前燕の太宰慕容恪が野王を攻略すると、呂護は妻子を棄てて滎陽へ逃走した。梁琛は前燕に降伏し、慕容恪により中書著作郎に抜擢された。
やがて、給事黄門侍郎に移った。
369年、前秦への使者として副使苟純と共に長安へ赴いた。梁琛が長安に到着した時、君主苻堅は万年で狩猟を行っており、その場で梁琛と会見しようとした。これに梁琛は「秦使が燕に至れば、燕の君臣は朝服を身に着け、礼を供えて宮廷を掃き清め、そのから謁見するものです。今、秦王は野において引見しようとされておりますが、臣はこれに応じることはできません」と述べると、前秦の尚書郎辛勁は「賓客が国境より至れば、その国の主人が意のままに処遇するものだ。どうして君が礼を強要するというのか。それに天子の乗輿が至る所を行在所と称するのだ。常居などどこにあろうか。春秋によれば、主君が野で会盟することを礼としている。どうしてこれが出来ないというか！」と詰った。だが、梁琛は「晋室は乱れ、天子の位は徳のある者へ帰し、二方（前秦・前燕）は共に天命を受けた。狂逆なる桓温は我が国へ侵略したが、燕が滅べば秦も孤立してしまうから、秦王は時患を等しく受けようと思い救援を出されたのではないのか。東朝の君臣が西を望めば、これと争わなかったことを恥じ、隣を憂と為してしまう。だから、西から使者が来れば、敬って接するべきなのだ。強寇は既に去った今こそ、礼を崇び義を篤くして二国の交流を固めなければならないのに、使者をこうして侮るという事は、燕を卑しんでいるという同じである。どうして修好の義などといえようか！それに、天子は四海を家と為すが故に、行けば『乗輿』と言い、留まれば『行在』と言う。しかし今、海は分割され、天の光でさえ分かたれており、これで『乗輿』や『行在』などと言えようはずがない！礼によれば正式な時期ではないのに謁見することを『遇』と言うが、これは危急をもって礼を簡略しただけである。どうして平時にこれをなそうというのか！客は一人であり、力は主人に劣るが、いやしくも礼に適わないのであれば、敢えて従わぬぞ！」と言ってのけた。苻堅は梁琛には奉命の才が有ると称賛し、行宮を設けて百官を陪席させ、前燕の儀事に合わせてから引見した。
謁見が終わると、苻堅は梁琛の為に私的な宴席を設けて「東朝（前燕）の名臣といえば誰かね」と問うた。梁琛は「太傅上庸王評（慕容評）は明徳であり、至親として王室を光輔しております。また、車騎大将軍呉王垂（慕容垂）は雄略が世に冠しており、秀邁は絶倫であり、百揆を内から援け、四海を外御しております。他の諸臣や文武も皆、自らの職務を全うしております。野に遺賢はおりません。周文（周の文王）は多くの士がおり、漢武（漢の武帝）は人を得たといいますが、これに匹敵するといっても言い過ぎではありません」と答えた。
梁琛の従兄梁奕は前秦に仕えており、苻堅は彼の邸宅に梁琛を泊めようとしたが、梁琛は「昔、諸葛瑾は呉の為に蜀を聘問しましたが、諸葛亮は公に会うのみで私的に交流することはありませんでした。私は密かにこれを慕っておりました。今、私室として安まる事は出来ても、これを使うわけにはいきません」と述べ、申し出を断った。苻堅はこれを聞き入れ、別の宿を用意した。
その後、梁奕は幾度も梁琛の宿へ往来し、前燕の内部事情を探ろうとしたが、梁琛は「今、二国は共に拠り、兄弟として栄寵を蒙っております。この琛は燕にあり、兄上は秦にあり、本心は各々別の所にあります。琛が東国の美点を言えば、それは西国の恐れる所であり、逆もまた然りです。兄上はどうしてこのような問いをするのですか」と述べ、応じなかった。苻堅はこれを聞くと大いに称え、皇太子苻宏を梁琛に会わせた。前秦の官人は梁琛を皇太子へ拝礼させようと思い「隣国の主君は自らの主君と同じであろう。儲君（皇太子）もどうして異なろうか！」と述べたが、梁琛は「天子の子というのは元来は臣下である。それは、賤しい地位から尊い地位へ登らせる為である。国家にあっても天子の子には拝礼しないというのに、ましてや他国の子なら尚更ではないか！私の望みは礼に則って純敬させる事ではなく、情を往来させることにある。しかし、恭を忘れて恐れてこれに降し、煩いとなってよいわけでは無い」と言い切り、遂に官人は彼を拝礼させる事が出来なかった。
梁琛は一月余り長安に抑留され、王猛は苻堅へ梁琛をこのまま留めておくよう勧めたが、苻堅は許さずに礼を厚くして梁琛を帰らせた。
こうして前秦を出立するとすぐさま鄴に向かったが、呉王慕容垂は太傅慕容評及び可足渾皇太后と不和を生じ、前秦へ亡命していた。梁琛は慕容評へ「秦では日夜軍事訓練が行われ、多量の兵糧が陝東へ運び込まれております。我が見ますに、今の平和は長くは続きますまい。呉王垂も秦へ亡命してまった事で、秦は必ずや我らの隙を衝くでしょう。すぐにでも防備を固められますよう」と進言したが、慕容評は「叛臣を受け入れて平和を破るなど、秦がそのような真似をする訳がなかろう！」と反論した。だが、梁琛は「今、中原が二つに別れて対立しているのは、互いに相手を併呑せんと画策した為ではありませんか。桓温の来寇により秦が援軍を出したのは、我らとの友好によるものではありません。もし燕に隙を見つければ、どうして彼らが本来の志を忘れましょうか！」と述べた。また、慕容評は「秦主はどの様な人物であったか」と問うと、梁琛は「明哲であり、決断力を有しております」と答えた、また、王猛についても問うと「彼の名声は、虚名ではありますまい」と答えた。これに慕容評は「我の聞いている話とは異なる。汝は主君を脅すというのか！」と述べて取り合わなかった。この後、梁琛は慕容暐にもこの事を告げたが、慕容暐もまた応じなかった。その為、梁琛は皇甫真へも相談を持ち掛けると、皇甫真は深くこれを憂慮し、慕容暐へ上疏して「苻堅と我らは互いに使者を往来させ、輔車の関係を保っておりますが、隣敵として等しく抗しあっており、国の勢いも同一です。利があればそちらを優先するのは明らかであり、慕善の心などありません。久要（旧約）を崇めるために信を守ち、和を存続させる事などありはしないのです。近頃は行人の往来を重ねており、またその軍は洛川まで出てきましたが、これは行軍路や要害の地、また国家の内情について細かく調査するためなのです。虚実をよく調べて奸計を練り、風塵（内乱）を聞いて国の隙を窺うは、侵攻する上での常道です。今、呉王（慕容垂）が外奔（亡命）しており、敵は彼を謀主となすでしょうから、伍員（伍子胥）の禍に備えなければありません（楚の伍子胥は災いを避けて呉へ亡命し、後に楚を滅ぼした）。洛陽・并州・壷関の諸城に命じ、増兵して守備を固め、有事に備えられますように」と訴えた。これを受け、慕容暐は慕容評を呼び出してこの件について尋ねたが、慕容評は急に国境の防備を固めるような事をすればむしろ前秦に疑念を抱かせる事になるとして、結局取り合うことは無かった。
370年5月、前秦がの前燕征伐の兵を興すと、慕容暐は大いに恐れ、散騎侍郎李鳳・黄門侍郎梁琛・中書侍郎楽嵩を招集して「秦軍の兵はどのくらいであろうか。今、大軍がすでに出発しているが、秦は戦うだろうか」と訪ねた。これに対して李鳳が「秦は小さく、兵も弱小です。どうして王師の敵となりえましょうか。景略（王猛の字）は常才に過ぎず、太傅（慕容評）には及ばず、憂うには足りますまい」と答えたが、梁琛と楽嵩は共に「そうではありません。兵書の義には、敵を計って戦うべきであり、計略をもってこそ取る事が出来るとあります。敵と戦わず済むことを願うのは、万全の道とはいえません。慶鄭（春秋時代の晋の大臣）も『秦（春秋戦国時代の秦を指す）の衆は少ないといえども士気は我に倍しており、衆の大小など問う所ではありません』と言っております。それに秦は遠く千里の彼方より来寇したからにはどうして戦わないことがありましょう！我らも謀を用いて勝ちを得なければなりません。戦わずに済むなど、甘い考えではなりません！」と答えた。慕容暐はこの発言に不満を抱いたという。
梁琛の副使であった苟純は、かつて梁琛が苻堅との応対について何も自分に告げずに独断で行った事を心中恨んでおり、慕容暐へ「琛（梁琛）が長安に滞在していた時、王猛と甚だ交流を琛めておりました。もしかすると異謀を抱いたかもしれませんぞ」と讒言した。梁琛は帰国してから度々苻堅や王猛を称える発言をしており、また前秦軍の襲来に備えて軍備を厳重にするよう告げていた。その為、梁琛の予測通り前秦が襲来すると、慕容暐は大いに内通を疑った。
10月、慕容評が潞川で王猛に大敗を喫すると、慕容暐は遂に梁琛を内通者と断定して投獄した。 
11月、鄴が陥落して前燕が滅ぶと、苻堅は梁琛を牢獄から釈放し、引見して「卿は昔、上庸王（慕容評）・呉王（慕容垂）はいずれも奇才を有していると言っていたな。ならばどうして謀略を用いずに自ら亡国に導いたのか」と尋ねた。これに梁琛は「天命の廃興はどうしてただ二人で決められましょうか」と答えたが、苻堅は「卿は亡国の兆しを察する事が出来ず、燕の美忠を虚称し、かえって身に禍を招くことになった。これを智者と言えるかね」と反論した。これに梁琛は「臣が聞くところによりますと、幾者というのは吉凶の僅かな兆しを見て動く者の事をいいます。臣のような愚かな者では、そこまで及びません。ただ、臣にとっての忠は、子にとっての孝と同じであります。そして、一つの心を極めなければ、忠孝を全うする事はできません。古の烈士は危機に臨んでも決して改めず、死を前にしてもこれを避ける事は無く、君親に殉じたのです。しかし、幾者というものは安危にばかり心を配り、去就を選び、家国を顧みません。臣はもし機微を知っていたとしても、とてもそのような真似は出来ません。ましてや臣は及ばなかったのですから、尚更出来るはずもありません」と述べると、苻堅はこの答えに満足した。
12月、王猛の請願により、梁琛は主簿・領記室督に任じられ、鄴に留められた。その後の動向は不明である。